# Fotosfera
Fotosfera (grč. φῶς, φωτός = svjetlo, σφαῖρα = kugla) je vidljiva površina zvijezde - sloj ispod kojeg ona postaje mutna za elektromagnetsko zračenje, a iz kojeg izvire gotovo sva Sunčeva svjetlost. U njoj se apsorbiraju pojedine valne duljine svjetlosti, što se s pomoću spektroskopa može vidjeti u obliku apsorpcijskih spektralnih linije (Fraunhoferove linije).
Iznad nje nalaze se kromosfera i korona, odakle se svjetlost slobodno širi u svemir.

## Sunčeva fotosfera
Sunčeva fotosfera je bijela, blještava i dinamička površina debljine 10-100 kilometara, prozirnosti nešto veće odzraka. Promjena u prozirnosti uzrokovana je povećanjem koncentracije H- iona koji lako upijaju svjetlost.
Njena temperatura, koja se određuje Stefan-Boltzmannovim zakonom,iznosi oko 5500 °C (5777 K), koncentracija čestica oko 1023/m3 (oko 0,37 % vrijednosti standardne atmosfere), a gustoća oko 0,0002 kg/m3.

U 19. stoljeću, kad su se počele proučavati fotosferske spektralne linije, neke linije apsorpcije nisu odgovarale niti jednom poznatom elementu na Zemlji. Na taj način pronađen je novi kemijski element, helij.
Na površini se pojavljuju fotosferske granule, konvencijske ćelije uzrokovane vrućim masama plazme koje se dižu iz dubljih dijelova Sunca. Hlade se radijativno i padaju natrag u dubinu. Granule su različitih veličina podijeljenih u dva razreda: granulacije i supergranulacije. Granulacija fotosferi daje tipičan zrnat izgled, a same granule su promjera oko 1000 km i traju oko 8 minuta. Kod supergranulacije, granule su promjera do 30000 km, protežu se duboko u konvektivnu zonu i traju oko 24 sata.
Između granula vide se fakule, Sunčeve pjege i Sunčeve baklje. 